# Michael Ende
Michael Andreas Helmuth Ende (ur. 12 listopada 1929 w Garmisch-Partenkirchen, zm. 28 sierpnia 1995 w Filderstadt) – niemiecki autor literatury dziecięcej z gatunku fantasy.

## Życiorys
Był synem malarza surrealisty Edgara. Ukończył szkołę teatralną w 1950; pracował jako aktor, scenarzysta, dyrektor teatru i krytyk filmowy w Monachium. Był antyfaszystą. Działał w studenckim ugrupowaniu Ruch 60.
W roku 1971 wyjechał do Włoch, gdzie powstały jego najsławniejsze powieści.
Interesował się ezoteryką, znane jest jego zaangażowanie w ruch antropozoficzny. Elementy tych zainteresowań odnaleźć można w twórczości pisarza.
Utwory Endego zostały przetłumaczone na ponad 40 języków. W 1981 pisarz otrzymał Międzynarodową Nagrodę Literacką im. Janusza Korczaka (przyznawaną przez Międzynarodową Unię na Rzecz Książki dla Młodzieży), rok później – międzynarodową Nagrodę Lorenzo il Magnifico. Największym powodzeniem cieszą się zekranizowane powieści Momo i Niekończąca się historia. Na podstawie przygód Kuby Guzika i maszynisty Lucka, jak również perypetii niezdarnych czarodziejów Zarazka i Tyranii oraz ich zwierząt, kruka Jakuba i kota Maurycego – czyli bohaterów utworu Wunschpunsch – powstały filmy animowane, wyświetlane w wielu krajach świata, przetłumaczone na wiele języków i dziś niemal powszechnie znane przez młodsze pokolenia i nie tylko.
W późniejszych latach życia Ende był otwartym apologetą sztuki w opozycji do sztuki służebnej, co w kontekście zachodnioniemieckiego rozumienia sztuk pięknych i literatury jako podległych polityce instrumentów publicystycznych sprowadziło twórcę na margines życia artystycznego. Swoje gorzkie doświadczenia z tych, po części burzliwych, dyskusji skomentował Ende w tomie krótkich form "Zettelkasten".
Doświadczenia ze sztuką surrealizmu dominują zbiór opowiadań "Der Spiegel im Spiegel". W klamrowo skomponowanej serii onirycznych próz na wątku labiryntu autor oscyluje między antyczną mitologią a krytyką nowoczesnego społeczeństwa.
Został pochowany na Cmentarzu Leśnym w Monachium.

## Niektóre utwory
- Kuba Guzik i maszynista Łukasz (Jim Knopf und Lukas der Lokomotivführer, 1960; Siedmioróg 2001)
- Kuba Guzik i Dzika Trzynastka (Jim Knopf und die wilde Dreizehn, 1962; Siedmioróg 2004)
- Momo, czyli osobliwa historia o złodziejach czasu i dziecku, które zwróciło ludziom skradziony im czas (Momo oder Die seltsame Geschichte von den Zeit-Dieben und von dem Kind, das den Menschen die gestohlene Zeit zurückbrachte, 1973; Nasza Księgarnia 1978; Siedmioróg 2000)
- Niekończąca się historia (Die unendliche Geschichte), 1979; Nasza Księgarnia 1986, 1994; Siedmioróg 2000; Znak 2010
- Der Spiegel im Spiegel (1986), wyd. pol. Zwierciadło w zwierciadle. Labirynt, Vis-a-vis Etiuda, Kraków 2022, tłum. Jerzy Korpanty.
- Wunschpunsch albo szatanarchistorygenialkoholimpijski eliksir (Der satanarchäolügenialkohöllische Wunschpunsch, 1989; Nasza Księgarnia 2005)